# Pere de Rates
Pere de Rates va ser un personatge llegendari, primer bisbe catòlic de Braga (Hispània Ulterior) entre l'any 45 i 60. És una figura fictícia, ja que l'arquebisbat de Braga no està documentat fins al començament del segle v.

## Llegenda

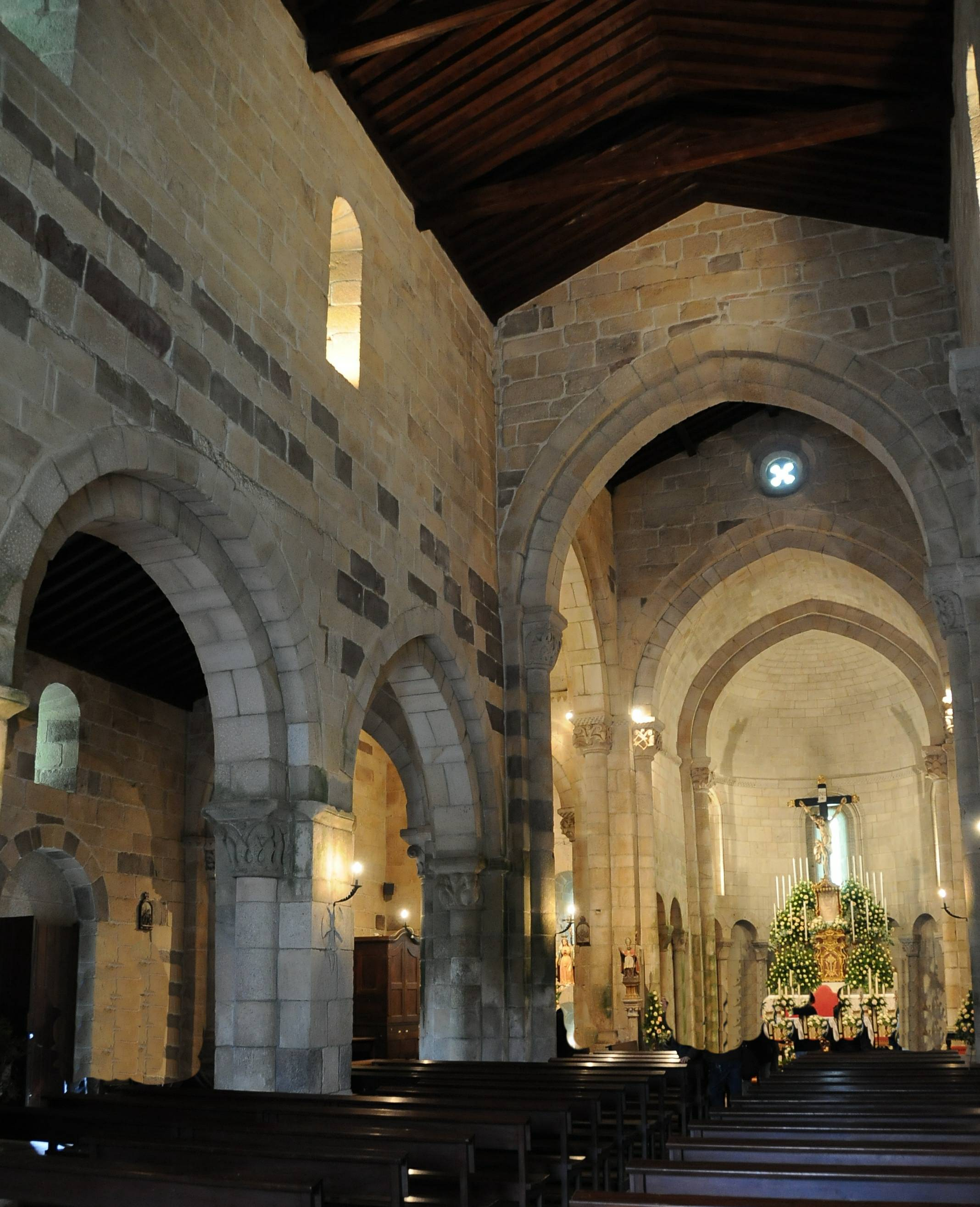
Sant Pere de Rates, aixecat sobre la seva tomba primitiva.

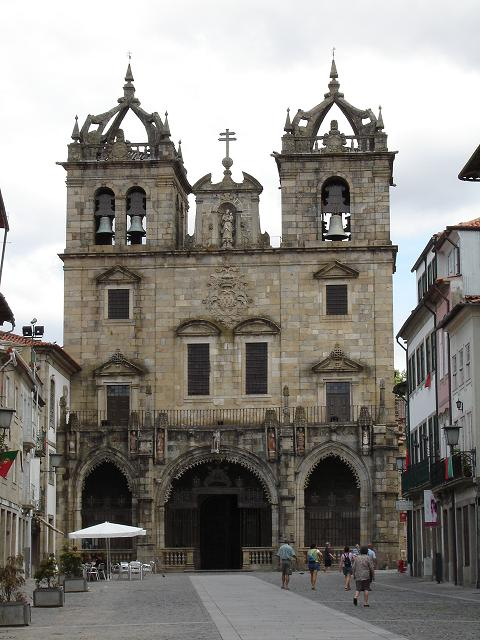
Catedral de Braga.

Segons la tradició, havia estat consagrat pel mateix apòstol Jaume el Major en el seu mític viatge a Galícia de l'any 44. En visitar la serralada de Rates, al consell de Póvoa de Varzim, va trobar Pere, el convertí i el nomenà bisbe de la primera comunitat cristiana de Braga. A banda de la inexistència d'aquest bisbat fins al segle v, està provat que Sant Jaume era, en aquell moment, a Jerusalem, on va celebrar la Pasqua.
Pere de Rates continuà predicant i convertint els pagans de la regió. Va guarir una jove princesa d'una greu malaltia, i va convertir-la al cristianisme; la princesa, llavors, va fer vot de castedat i el seu pare, enutjat, va fer matar el bisbe, que fou decapitat.
Va ésser succeït pel també fictici Sant Basili de Braga.

## Veneració
Malgrat la inversemblança de la història i la manca de fonament, la llegenda arrelà. Gregori Maians fou un dels que, ja al segle xviii, van demostrar que la tradició no corresponia amb la realitat històrica.
Segles més tard, l'eremita Fèlix, pescador de Vila de Mendo (Estela, Póvoa de Varzim) que vivia retirat a la serralada de Rates, va veure una llum que lluïa a les nits sobre un lloc concret de la muntanya. Encuriosit, hi va trobar el cos de sant Pere de Rates. Hi aixecà una església, on sebollí el cos i on sorgí el Monestir de São Pedro de Rates; el 1552 fou traslladat a la catedral de Braga.